# Старосеславино
Старосеславино — село в Первомайском районе Тамбовской области. Административный центр сельского поселения Старосеславинский сельсовет.

## География

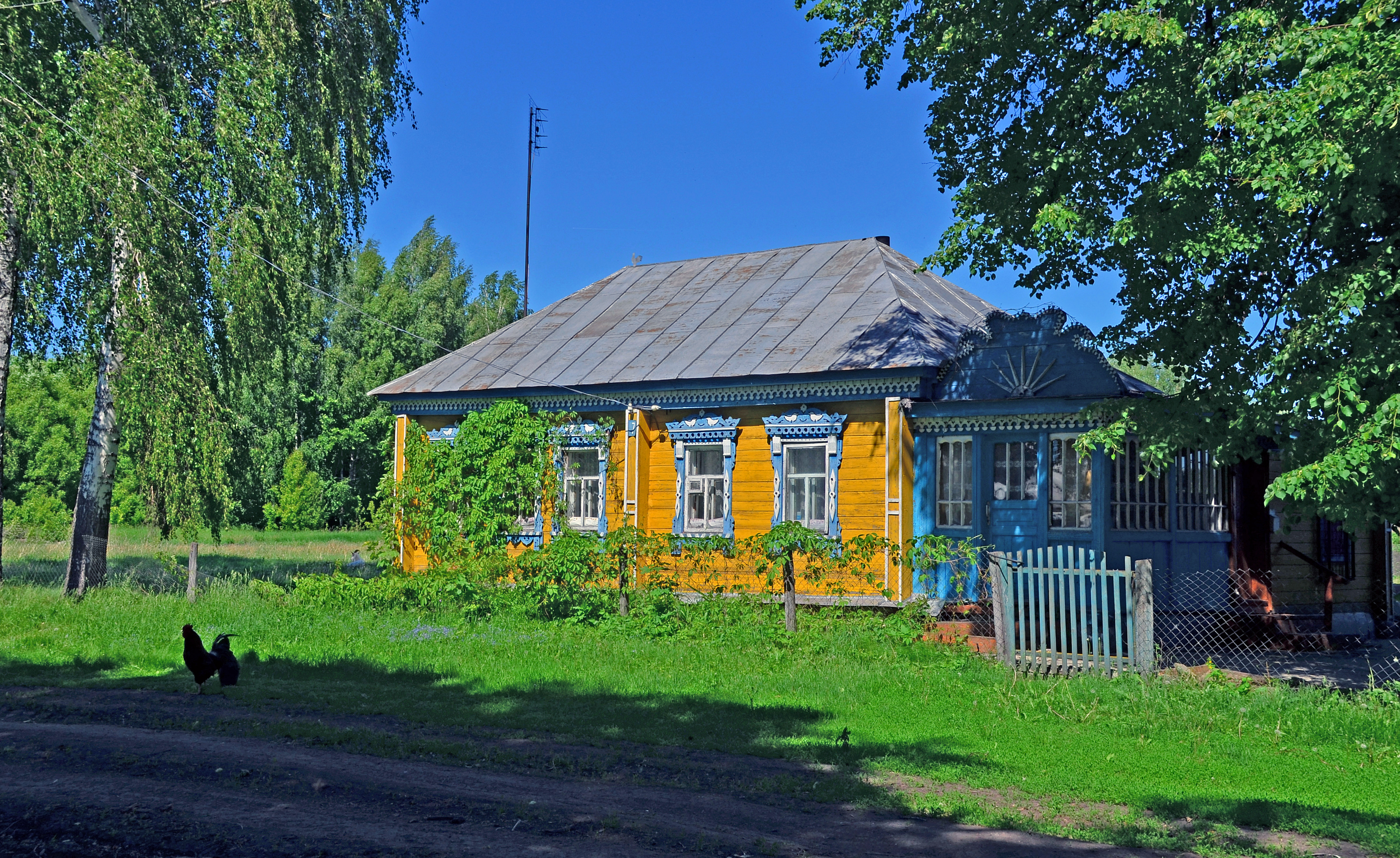
Жилой дом на ул.Первомайская.

Расположено в 11 км к юго-востоку от посёлка Первомайский.

## История
Основано в 50-х годах XVII века. Упоминается с 1652 года
Первоначально называлось Тростёны, затем просто Сеславино. Примерно с 1850 г., с появления села Нового Сеславина, стало называться Старое Сеславино или Старосеславино.
В 1914 году — центр Сеславинской волости Козловского уезда Тамбовской губернии.

## Население
| 1914 | 2010  |
| ---- | ----- |
| 9440 | ↘1333 |

## Известные жители
В 1867 году в Старом Сеславине в семье священника Михаило-Архангельской церкви родился Василий (Богоявленский), в будущем архиепископ Русской православной церкви, убитый красноармейцами в 1918 году, в 2000 году причисленный Русской православной церковью к лику священномучеников, а в 2017 г. — к лику Святых Отец Поместного Собора Церкви Русской 1917—1918 гг..